# Sisyropa stylata
Sisyropa stylata là một loài ruồi trong họ Tachinidae.